# ありがとう (大橋卓弥の曲)
「ありがとう」は、大橋卓弥の2枚目のシングル。

## 収録曲
1. ありがとう
（作詞・作曲：大橋卓弥、編曲：大橋卓弥&Drunk Monkeys）
  - NHK土曜ドラマ『刑事の現場』主題歌
  - 母の日花キューピットコラボレーションキャンペーンソング
  - JB本四高速 CMソング
  - 両親に宛てた曲。
  - 2013年から毎年『ドラフト緊急生特番!お母さんありがとう』のCMとエンディングに使用されている。
2. 冷たい世界
（作詞・作曲：大橋卓弥、編曲：大橋卓弥&Drunk Monkeys）
3. たしかなこと（VOICE×VOICE Vol.2: 小田和正）
（作詞・作曲：小田和正、編曲：大橋卓弥&小田和正）
  - 小田和正の23rdシングルをカバーしたもの。
  - レコード会社の先輩の小田が参加している。
4. ありがとう（Backing Track）

## 演奏
- 大橋卓弥：Vocal, Acoustic Guitar (#1.3)
- 新井“ラーメン”健：Electric Guitar (#1.2)
- 山口寛雄：Bass (#1.2)
- 古田たかし：Drums (#1.2)
- 斎藤有太：Piano (#1), Rhodes (#2)
- 小田和正：Vocal, Piano (#3)

## 初回特典DVD収録内容
1. 「ありがとう」ビデオクリップ（ディレクターズ・カット）
  - 大橋の父親役として伊武雅刀、母親役として高橋恵子が出演している。
2. 大橋卓弥のスター!?マル秘エンターテイナーへの道!!